# Euphorbia ramulosa
Euphorbia ramulosa är en törelväxtart som beskrevs av Leslie Larry Charles Leach. Euphorbia ramulosa ingår i släktet törlar, och familjen törelväxter.
Artens utbredningsområde är Moçambique. Inga underarter finns listade i Catalogue of Life.

## Bildgalleri

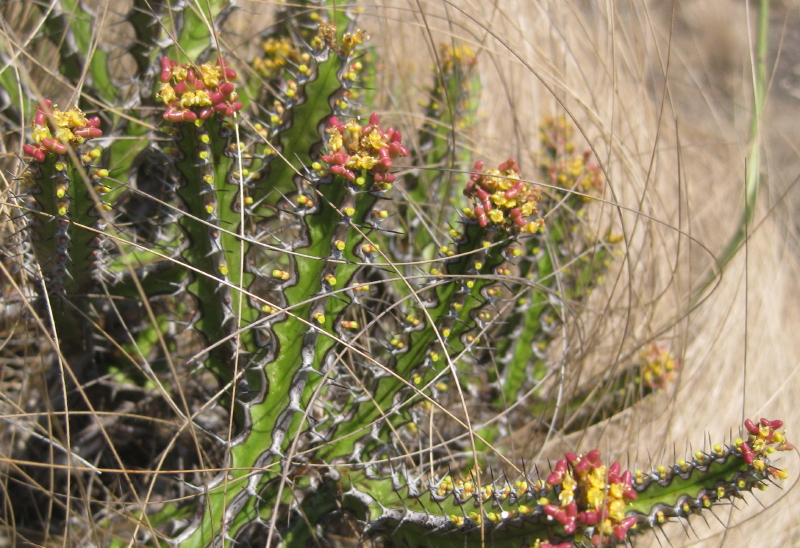
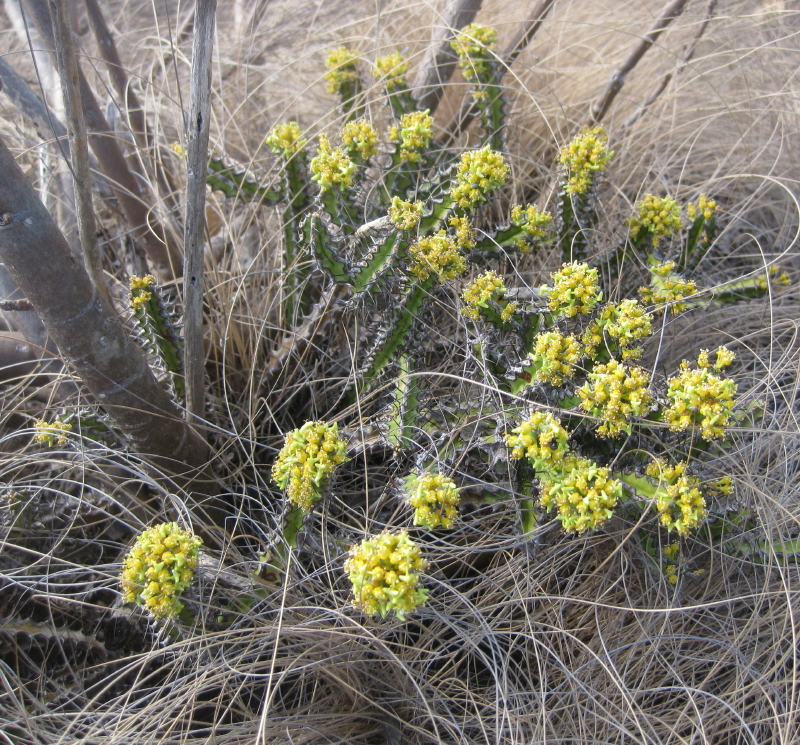